# Surf's Up
Albums de The Beach Boys
Sunflower
(1970) Carl and the Passions - "So Tough"
(1972)
Surf's Up, sorti en 1971, est le dix septième album studio du groupe de rock américain The Beach Boys. Plutôt bien reçu par la critique, il atteint la vingt-neuvième place dans le classement des plus grosses ventes d'albums aux États-Unis durant l'année de sa sortie, le groupe réalisant ainsi sa meilleure performance commerciale depuis 1967. En Grande-Bretagne, à la même période, l'album se classe quinzième, retrouvant là un score que le groupe n'avait pas connu dans ce pays depuis 1965. 
La chanson Student Demonstration Time est une adaptation de Riot in Cell Block #9 des Robins.

## Titres

### Face 1
| No | Titre                      | Auteur                                 | Chant principal                   | Durée |
| -- | -------------------------- | -------------------------------------- | --------------------------------- | ----- |
| 1. | Don't Go Near the Water    | Mike Love, Al Jardine                  | M. Love, A. Jardine, Brian Wilson | 2:39  |
| 2. | Long Promised Road         | Carl Wilson, Jack Rieley               | C. Wilson                         | 3:30  |
| 3. | Take a Load Off Your Feet  | Al Jardine, Brian Wilson, Gary Winfrey | B. Wilson, A. Jardine             | 2:29  |
| 4. | Disney Girls (1957)        | Bruce Johnston                         | B. Johnston                       | 4:07  |
| 5. | Student Demonstration Time | Jerry Leiber, Mike Stoller, Mike Love  | M. Love                           | 3:58  |

### Face 2
| No  | Titre                                | Auteur                       | Chant principal                       | Durée |
| --- | ------------------------------------ | ---------------------------- | ------------------------------------- | ----- |
| 6.  | Feel Flows                           | Carl Wilson, Jack Rieley     | C. Wilson                             | 4:44  |
| 7.  | Lookin' at Tomorrow (A Welfare Song) | Al Jardine, Gary Winfrey     | A. Jardine                            | 1:55  |
| 8.  | A Day in the Life of a Tree          | Brian Wilson, Jack Rieley    | J. Rieley, Van Dyke Parks, A. Jardine | 3:07  |
| 9.  | Til I Die                            | Brian Wilson                 | B. Wilson, C. Wilson, M. Love         | 2:41  |
| 10. | Surf's Up                            | Brian Wilson, Van Dyke Parks | B. Wilson, C. Wilson, A. Jardine      | 4:12  |